# Wittenberger Bund
|  | Dieser Artikel wurde aufgrund von akuten inhaltlichen oder formalen Mängeln auf der Qualitätssicherungsseite des Portals Christentum eingetragen. Bitte hilf mit, die Mängel dieses Artikels zu beseitigen, und beteilige dich bitte an der Diskussion. |

Der Wittenberger Bund war eine nur wenige Jahre bestehende kirchenpolitische Gruppierung innerhalb der Deutschen Evangelischen Kirche, die eine Mittelposition zwischen den Deutschen Christen und der Lutherischen Bekenntnisgemeinschaft einnahm.

## Vorgeschichte
Im Folgenden steht besonders im Blick, wie diese Spannungen im Land Thüringen ausgetragen wurden. Im thüringischen Finsterbergen trafen sich in den 1920er Jahren Pfarrer der Thüringer Evangelischen Kirche zu einer Arbeitsgemeinschaft, die sich nach dem Ort ihrer Zusammenkunft nannte. Der geistige Promotor dieser Gruppe war der Theologe Friedrich Gogarten. Ziel dieser Zusammenkünfte war es, sich der biblischen Grundlagen der theologischen und kirchlichen Arbeit zu vergewissern und diese Impulse in der Gesamtkirche zur Wirksamkeit zu verhelfen. Ihr theologischer Ansatz war die Besinnung auf den „Ersten Glaubensartikel“ des reformatorischen Katechismus und die daraus abzuleitenden Folgerungen für die Predigt und den kirchlichen Unterricht.
Schon vor 1933 gab es aber im protestantischen Kirchentum auch ganz andere Entwicklungen. So hatten schon seit 1931 in Thüringen die Pfarrer Siegfried Leffler und Julius Leutheuser und schließlich 1932 der Pfarrer Joachim Hossenfelder in Berlin Gruppen der „Glaubensbewegung Deutsche Christen“ gebildet. Mit der Machtübertragung 1933 an die NSDAP, die von breiten Kreisen des Protestantismus z. T. mit Euphorie begrüßt worden war, bildeten sich in den Kirchengemeinden Gruppen und Gemeinden, die sich diesen sogenannten „Deutschen Christen“ (DC) anschlossen. Diese fühlten sich von den „nationalsozialistischen“ Leitsätzen wie auch vom Programmpunkt des „positiven Christentums“ im NS-Parteiprogramm eingeladen, sich deren Forderungen nach einem „gesunden Volkskörper“, einer „arischen Volksgemeinschaft“ mit gleichzeitiger Ausmerzung des „jüdischen Ungeistes“ gern anzuschließen. Diesen „Ungeist“ sahen diese Theologen vor allem in der Kirchenaustrittspropaganda der Kommunisten wie auch an allen als blasphemisch empfundenen Kunst- und Kulturäußerungen der aus den USA überschwappenden Musik- und Tanzformen, aber auch in den beim Parlamentsstreit der Weimarer Republik agitierenden Medizinern und Psychologen, die für Geburtenkontrolle und eine progressive Frauenpolitik eintraten.
Dagegen hatte sich 1934 eine biblisch-konservative Gegenrichtung etabliert, deren Anhänger am überlieferten Bekenntnis der Reformatoren festhalten wollten und sich folgerichtig als „Bekennende Kirche“ bezeichneten. Sie stellten die theologische Richtigkeit der DC-Bestrebungen in Frage und stellten sich selbst als die bibelgemäß legitimierte Form kirchlichen Handelns dar.
Dagegen blieben die Finsterberger als theologische Arbeitsgruppe weiter bestehen und fühlten sich dabei als so etwas wie Vertreter eines Weges der „Mitte“, denn sie drängten weiterhin darauf, dass sich alle kirchlichen Fraktionen der Prüfung ihrer theologischen Grundlagen befleißigen sollten. Das erklärte am 29. Dezember 1933 der Pfarrer Oskar Ziegner in einem Brief an seine Pfarrerkollegen: „Wir wollen kein Komplott gegen die DC, sondern eine theologische Klärung, auf die die Verhältnisse zusteuern…“ Im Folgenden wurden laut Stegmann in diesem Rundschreiben vier biblische Argumente vorgetragen, die der DC-Fraktion den Tatbestand der Irrlehre vorhielten.
Es zeigte sich, dass die DC-Anhänger gar nicht daran dachten, sich zu korrigieren. Bald wurden sie – auch durch die Kirchenwahlen bestätigt, zur alles bestimmenden Kraft im protestantischen Kirchentum und usurpierten schließlich die wichtigsten Ämter und Positionen in den meisten Landeskirchen. Zahlreiche Pfarrer und Vikare wurden ihrer Stellen enthoben, in den Warte- oder Ruhestand geschickt oder gar des Landes verwiesen.
Die Theologen der kirchlichen „Mitte“ konnten und wollten nicht übersehen, welche Konflikte sich durch den kirchenpolitischen Kampf zwischen der dominierenden DC-Fraktion und den Bekennenden Einzelnen und Kirchengruppen aufgetürmt hatten. In einem Referat am 27. April 1937 führte Pfarrer Julius Wessinger aus: „160 Oberpfarrer und Pfarrer wollen Volksgemeinschaft und kirchlichen Frieden nicht ohne dringende Not aufs Spiel setzen, darum haben sie von ihren Gemeinden die kirchenpolitischen Auseinandersetzungen ferngehalten. Sie wollen Wiederherstellung der Ordnung in der Thüringer Kirche.“ (Stegmann, S. 63)
Die darauf folgenden Diskussionen und Auseinandersetzungen hatten zur Folge, dass sich am 22. Juni 1937 ein sogenannter „Wittenberger Bund“ konstituierte, der sich mit seiner Namengebung bewusst auf die kursächsische Stadt bezog, die einst der lutherischen Lehre die materielle Grundlage zur Ausarbeitung und Verbreitung der reformatorischen Theologie geboten hatte.

## Folgen
Trotz fortbestehender Gegensätze zwischen den verschiedenen Kirchen-Fraktionen kam es am 2. Juni 1938 zwischen der Lutherischen Bekenntnisgemeinschaft in Thüringen (Thüringer BK) und dem Wittenberger Bund zum Beschluss eines Aktionsprogramms zu wichtigen Festlegungen. Darin wurde die von den DC angestrebte Übernahme des „Führer-Prinzips“ in der Kirche verworfen und zugleich der NS-Rassismus abgelehnt: 5. Arierfrage in der Kirche:
„Im deutschen Volk muss das biblische Prinzip unverletzt bleiben, nach dem die Gemeinde nicht an Rassen und Völker gebunden ist.“
Unabhängig davon aber hielt der Wittenberger Bund an der Idee fest, dass es eine gesamtkirchliche Lösung geben könne, nämlich jenseits der Kontrahenten DC und BK für alle Pfarrer und Gemeinden ein Ansprechpartner zu werden. Für eine „Neuordnung“ der Thüringer evangelischen Kirche richteten die Lutherische BK und der Wittenberger Bund am 5. Februar 1941 ein Schreiben an ihre Vertrauensleute, in dem sie eine „Betreuungsstelle“ für alle nicht-deutschchristlichen Pfarrer einrichten wollten. Ein letzter Vorschlag wurde dann auch noch die Einrichtung eines „Vertrauensausschusses“ außerhalb jeder Verwaltungsangelegenheiten, die selbstverständlich das DC-Kirchenregiment fest in den Händen behielt.
Damit war faktisch die Wirksamkeit des Wittenberger Bundes an sein Ende gekommen, und die Thüringer Kirche ging ihrem geistlichen Untergang als bekenntnisgebundene Kirche Jesu Christi entgegen, wie das Thomas A. Seidel feststellt:

„…dass spätestens mit den Gesetzen, mit denen die judenchristlichen Glieder ausgegrenzt (Februar 1939) und ausgeschlossen (Dezember 1941) wurden, die Thüringer evangelische Kirche nicht mehr als eine Kirche Jesu Christi bezeichnet werden kann.“